# Antonín Streit
Antonín Streit, rodné jméno Antonín Jan Streit (25. února 1908 Šlapanice u Brna – 20. ledna 1994 Šlapanice u Brna) byl československý divadelní a filmový herec. Z divadelní kariéry je třeba zmínit především jeho působení v Divadle Vlasty Buriana (1937–1945). Z několika málo prvorepublikových a protektorátních filmů, ve kterých hrál, je nejznámější jeho role MUDr. Leona Marka, mladého primáře nemocnice U svatého Jakuba, v komedii Karla Lamače z roku 1939 U pokladny stál...

## Život a kariéra
Antonín Streit se narodil 25. února 1908 v Jungmannově ulici ve Šlapanicích u Brna v rodině Jindřicha Štrajta (Streita) (1869–?) a Antonie, roz. Zemanové (1871–?). Měl starší sourozence – sestru Annu (nar. 1898) a bratra Jindřicha (nar. 1901). Otec měl stolařskou dílnu a předpokládalo se proto, že i on se stane truhlářem. Ale již od mládí projevoval zájem o umění, divadlo a zpěv. V letech 1926 až 1928 navštěvoval dramatickou školu Karla Želenského a studoval zpěv u profesorky Kurzové-Peršlové.

### Divadelní kariéra
První divadelní angažmá získal v roce 1929 v Košickém divadle, ale v krátkém období několika let vystřídal řadu divadel a společností. V letech 1929 až 1931 účinkoval v kočovné společnosti Karla Želenského. Dále měl angažmá v Novém divadle v Praze, v Uranii v Praze, hostoval i v Brně. V letech 1931 až 1939 provozoval rovněž vlastní divadelní jednatelství společně s hercem Karlem Adámkem.
Nejdéle, v letech 1937 až 1944 (?), byl člen souboru Divadla Vlasty Buriana, což bylo zároveň i jeho nejvýznamnější angažmá. Pro svůj vzhled v tomto divadle hrával role milovníků, ve kterých předtím často účinkoval Raoul Schránil (s ním si později zahrál dvojici bratrů v protektorátní filmové komedii Zlaté dno).

### Filmové role
Od roku 1937 do roku 1942 hrál pouze v sedmi prvorepublikových a protektorátních filmech (celkový přehled v tabulce). K filmu ho přivedl jeho kolega z Burianova divadla Čeněk Šlégl. První menší roli nadporučíka  vytvořil ve filmu Armádní dvojčata z roku 1937, u kterého se Čeněk Šlégl podílel jak na scénáři, tak na režii (společně s Jiřím Slavíčkem). Později hrál ještě ve čtyřech dalších filmech, kde byl Čeněk Šlegl scenárista nebo režisér, případně se podílel na obojím.
Jeho nejznámější rolí se stal MUDr. Leon Marek, mladý primář nemocnice U svatého Jakuba v komedii Karla Lamače z roku 1939 U pokladny stál... Scénář filmu napsal Václav Wasserman podle divadelní hry Jiřího Vernera. Když se mladý a pohledný doktor Marek seznámí s Hedou Pěnovou, která je dcerou gremiálního rady (Čeněk Šlégl), chce si být jistý tím, že s ním nechodí jen proto, že je primářem. Vydává se proto za svého podřízeného, ošetřovatele Kryštofa Rozrucha (Vlasta Burian). Ten mezitím jde do nemocenské pojišťovny reklamovat omylem vydané zuby, které dostal místo bahna na ischias. Zde ho považují za primáře Marka a lékař pojišťovny Bruner (Jaroslav Marvan) ho rovnou pošle do lázní na léčení. Zde se oba potkají a musí i nadále vystupovat v prohozených rolích primáře a ošetřovatele.
Naposledy hrál ve filmu Zlaté dno z roku 1942. Vytvořil zde roli Jaroslava Putičky, jeho bratra Viléma Putičku hrál Raoul Schránil a sestru Konstantinu Věra Ferbasová. Jejich tatínka, venkovského papírníka Cyrila Putičku, kterého děti přiměli papírnictví prodat a přestěhovat do Prahy, hrál Vlasta Burian. Z dalších rolí je třeba zmínit Zitu Kabátovou (vdova, majitelka pražského papírnictví po zesnulém manželovi), malé ale ne nedůležité role si zahráli Jaroslav Marvan a František Filipovský. Scénář i režie Vladimír Slavínský, kamera Josef Střecha. Pro Buriana ne úplně typická komedie se natáčela v tísnivém období heydrichiády.
| Rok  | Název filmu         | Role                                      | Scénář                      | Režie                                     | Ref    |
| ---- | ------------------- | ----------------------------------------- | --------------------------- | ----------------------------------------- | ------ |
| 1937 | Armádní dvojčata    | nadporučík                                | Čeněk Šlégl, Karel Feix     | Jiří Slavíček, Čeněk Šlégl                | [ 7 ]  |
| 1938 | Děti na zakázku     | host ve vinárně                           | Čeněk Šlégl, Karel Feix     | Čeněk Šlégl                               | [ 10 ] |
| 1939 | Venoušek a Stázička | otec Josefa Huňáčka                       | Bohumil Heš                 | Čeněk Šlégl                               | [ 11 ] |
| 1939 | Teď zas my          | úředník ve spořitelně                     | Čeněk Šlégl, Antonín Drvota | Čeněk Šlégl                               | [ 12 ] |
| 1939 | Ulice zpívá         | Karel Novotný, Hradilův přítel            | Čeněk Šlégl, Ladislav Brom  | Čeněk Šlégl, Ladislav Brom, Vlasta Burian | [ 13 ] |
| 1939 | U pokladny stál...  | MUDr. Leon Marek, prímář U svatého Jakuba | Václav Wasserman            | Karel Lamač                               | [ 8 ]  |
| 1942 | Zlaté dno           | Ing. Jaroslav Putička, syn Cyrila Putičky | Vladimír Slavínský          | Vladimír Slavínský                        | [ 9 ]  |

### Poválečné osudy
Ještě v průběhu druhé světové války se vrátil do rodných Šlapanic, kde se v září 1942 oženil s vdovou po učiteli a statkáři Annou Jarolímovou, roz. Hrbotickou (24. prosince 1901 – 25. dubna 1985) a stal se sedlákem na statku, současně sňatkem vyženil dceru Annu, roz. Jarolímovou (1921–2015). Po znárodnění soukromých hospodářství se stal vedoucím úseku chovu skotu v JZD Šlapanice. V 50. letech se ještě neúspěšně pokoušel vrátit k herecké kariéře v brněnských souborech. Později ovdověl, dožil se skoro 86 let, ale ke konci života ho trápily vážné nemoci. Zemřel v zapomenutí a krátce po jeho smrti byla budova bývalého statku, ve které dožil, zbořena. Je pohřben na hřbitově ve Šlapanicích u Brna. 